# Verlengde draagtijd

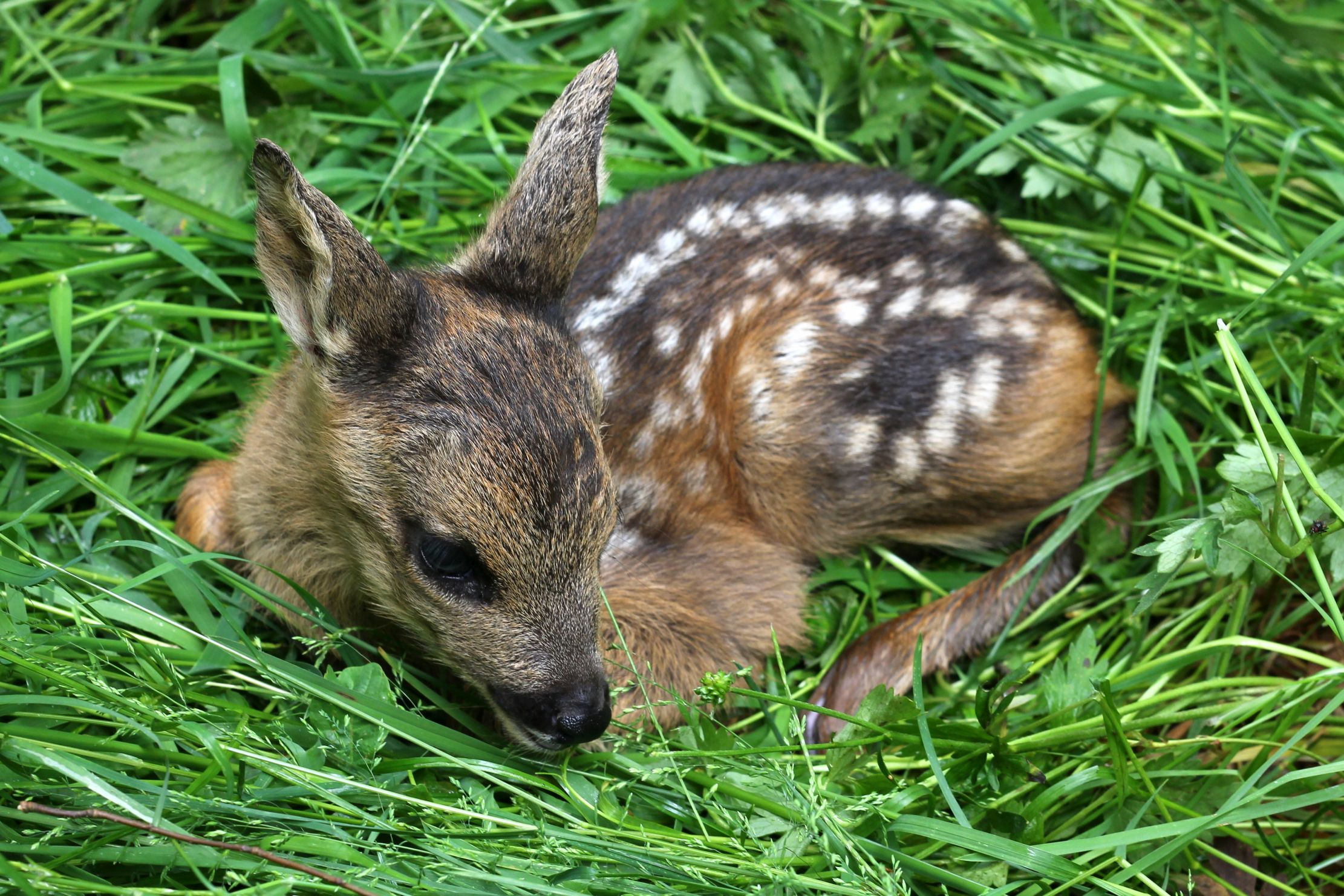
Reekalf, als enige evenhoevige kent de ree een verlengde draagtijd

Een verlengde draagtijd of uitgestelde innesteling houdt in dat de bevruchte eicel zich een paar keer deelt en dan voor een paar maanden ophoudt met groeien. Deze periode van de draagtijd wordt embryonale rust genoemd. Pas in de winter of het voorjaar gaat het embryo verder met groeien, waardoor de jongen in een gunstig jaargetijde geboren worden. Dit gunstige jaargetijde kan per diersoort verschillen.
Dieren waarbij een verlengde draagtijd plaatsvindt, zijn onder andere: 
- Hermelijnen, waarbij de draagtijd met 280 dagen wordt verlengd waardoor de jongen geboren worden in het voorjaar;
- Steenmarters, waarbij de draagtijd met 230-275 dagen wordt verlengd en de jongen geboren worden in eind maart tot begin april;
- Reeën, waarbij de paartijd in juli-augustus valt, waarna de draagtijd met 150 dagen wordt verlengd en de kalfjes geboren worden in eind mei tot begin juni;
- IJsberen, waarbij de innesteling ongeveer zes maanden wordt uitgesteld (van maart/april/mei/juni tot oktober/november) en de jongen geboren worden in december tot januari;
- Verschillende zeehondensoorten. Bij zadelrobben is de paartijd in februari en maart, waarna de innesteling elf weken wordt uitgesteld en de jongen geboren worden in februari. Ook baardrobben, gewone zeehonden, grijze zeehonden, klapmutsen en ringelrobben hebben een verlengde draagtijd van ongeveer 10-14 weken.